# Ducato di Bar

Francia nel 1477

Il Ducato di Bar, originariamente Contea di Bar, era un feudo imperiale che si trovava nella parte nord-occidentale della Lorena tra i fiumi Marna e Reno, nella zona delle Ardenne. La sua capitale è sempre stata la cittadina di Bar-le-Duc.

Arma dei conti e poi duchi di Bar

Arma dei duchi di Lorena a partire dal 1538 (Incorpora anche l'arma dei duchi di Bar)

## Vicende storiche
Il territorio di Bar è stato costituito in contea nel X secolo da Ferry d'Ardennes, fratello del vescovo di Metz, Adalberone I. Ferry divenne nel 959 duca dell'Alta Lorena. La contea di Bar ne venne distaccata nel 1033 a favore di Sofia, figlia del duca Ferry II, che sposò il conte Luigi di Mousson e di Ajoie, che include Ferrette e Montbéliard. Alla morte di Ferry II, al figlio primogenito, Thierry, andò Montbéliard, al secondo Ferrette ed al terzo il Bar, che rimase al casato di Bar-Mousson fino al XV secolo.
Vinto e catturato da Filippo il Bello nel 1301, il conte Enrico III dovette rendere omaggio al re di Francia con la parte della sua contea che si situava ad ovest della Mosa: da allora si distinse il Barrois mouvant, cioè quella parte del feudo sottomessa alla sovranità feudale del re di Francia, dal Barrois comitale o ducale, per il quale prima i conti, poi i duchi, rimasero invece vassalli direttamente all'Imperatore del Sacro Romano Impero. Di conseguenza i conti e poi i duchi di Bar (ed in seguito anche duchi di Lorena), si ritrovarono paradossalmente ad essere in contemporanea vassalli sia dei Re di Francia sia degli Imperatori tedeschi del Sacro Romano Impero.
L'imperatore Carlo IV di Lussemburgo elevò la contea a ducato nel 1354 ed il conte Roberto, genero di Giovanni il Buono re di Francia, divenne così duca di Bar.
Alla morte di Edoardo III, nel 1415, dopo la Battaglia di Azincourt, il ducato passò al fratello, il cardinale Luigi I di Bar, che lo cedette nel 1420 al pronipote Renato d'Angiò, che derivava il suo diritto di successione dalla nonna materna Jolanda di Bar, sorella del cardinale, e da sua madre Jolanda d'Aragona, figlia di Giovanni I d'Aragona. Quest'ultima, divenuta moglie di Luigi II d'Angiò, era la suocera di Carlo VII, re di Francia.
Nel 1430 il cosiddetto Barrois mouvant passò sotto l'influenza diretta della corona francese.
Alla morte di Renato, il ducato passò alla figlia Iolanda d'Angiò, quindi nel 1484 al figlio di quest'ultima Renato II di Lorena e di Bar (intanto nel 1483 dal ducato erano state scorporate le signorie di Châtel-sur-Moselle e Bainville a favore della corona francese). Dopo di ciò i destini del Ducato di Bar si fusero con quelli del ducato di Lorena.
Nel 1735, dopo una lunga trattativa fra Luigi XV di Francia (tramite il suo ministro cardinale André-Hercule de Fleury) e l'imperatore Carlo VI d'Asburgo a proposito della guerra di successione polacca, si giunse all'accordo che i ducati di Bar e di Lorena sarebbero stati assegnati a vita al conte Stanislao Leszczyński, già re di Polonia e suocero di Luigi XV, e dopo la morte di quest'ultimo, sarebbero stati incorporati nel regno di Francia (per questo motivo l'amministrazione del ducato venne affidata ad un intendente francese ed ai suoi collaboratori). In cambio il duca di Lorena Francesco III Stefano (futuro imperatore con il nome di Francesco I di Lorena) avrebbe ricevuto il granducato di Toscana. Ci volle tuttavia quasi un anno per ottenere la firma di quest'ultimo sull'accordo.
Il 5 maggio 1736 Stanislao, che aveva lasciato Königsberg, si installava nel castello di Meudon e l'8 febbraio 1737 il cancelliere francese Antoin-Martin de Chaumont de la Galazière prese possesso del ducato a nome di Stanislao Lesczinski, che vi si installò ufficialmente il 3 aprile a Lunéville, come duca di Lorena e di Bar. Alla morte di Stanislao, avvenuta il 23 febbraio 1766 nella stessa Lunéville, il Ducato di Bar insieme a quello di Lorena, passò direttamente sotto la corona francese, costituendo una nuova provincia di quel regno.